# Bickelomyia flaviseta
Bickelomyia flaviseta är en tvåvingeart som beskrevs av Stefan Naglis 2002. Bickelomyia flaviseta ingår i släktet Bickelomyia och familjen styltflugor. Inga underarter finns listade i Catalogue of Life.